# Le Déclin de l'Empire carthaginois
Le Déclin de l'Empire carthaginois est une peinture d'histoire réalisée en 1817 par l'artiste britannique William Turner. Elle montre le soleil se couchant sur la ville de Carthage, capitale de l'ancienne Carthage. Carthage avait été le principal rival de l'Empire romain jusqu'à sa défaite lors des guerres puniques. Turner avait l'intention d'établir des comparaisons avec la récente défaite de la Grande-Bretagne face à son principal rival, l'Empire français, pendant les guerres napoléoniennes. Stylistiquement, il s'inspire fortement de l'œuvre de l'artiste du XVIIe siècle Claude Lorrain.

## Histoire
Il s'agit d'une pièce complémentaire à l'œuvre de l'artiste de 1815 Didon construisant Carthage représentant la fondation mythique de Carthage par Didon. Le tableau a été exposé à l'Exposition d'été de 1817 de la Royal Academy, sa seule œuvre exposée cette année-là. Une critique l'a considéré comme « excellant dans les plus hautes qualités de l'art, de l'esprit et de la conception poétique, même Claude lui-même ». Le tableau fait partie de la collection de la Tate Britain à Pimlico après avoir fait partie du legs Turner en 1856.